# George H.W. Bush
George Herbert Walker Bush (Milton, Massachusetts, 12 juni 1924 – Houston, Texas, 30 november 2018) was een Amerikaans politicus en diplomaat van de Republikeinse Partij en de 41e president van de Verenigde Staten van 1989 tot 1993.
Bush, ondernemer van beroep, was eerder lid van het Huis van Afgevaardigden voor het 7e district van Texas van 1967 tot 1971, ambassadeur bij de Verenigde Naties onder president Richard Nixon van 1971 tot 1973, ambassadeur naar China onder president Gerald Ford van 1974 tot 1975 en directeur van de Central Intelligence Agency (CIA) voor president Ford van 1976 tot 1977. Tijdens de presidentsverkiezingen van 1980 was hij de running mate van presidentskandidaat Ronald Reagan en diende vervolgens als de 43e vicepresident van de Verenigde Staten van 1981 tot 1989. Voor de presidentsverkiezingen van 1988 werd Bush genomineerd als de presidentskandidaat voor de Republikeinse Partij en versloeg de kandidaat namens de Democratische Partij, de gouverneur van Massachusetts Michael Dukakis waarna Bush op 20 januari 1989 werd beëdigd als de 41e president van de Verenigde Staten.

## Biografie

### Jeugd

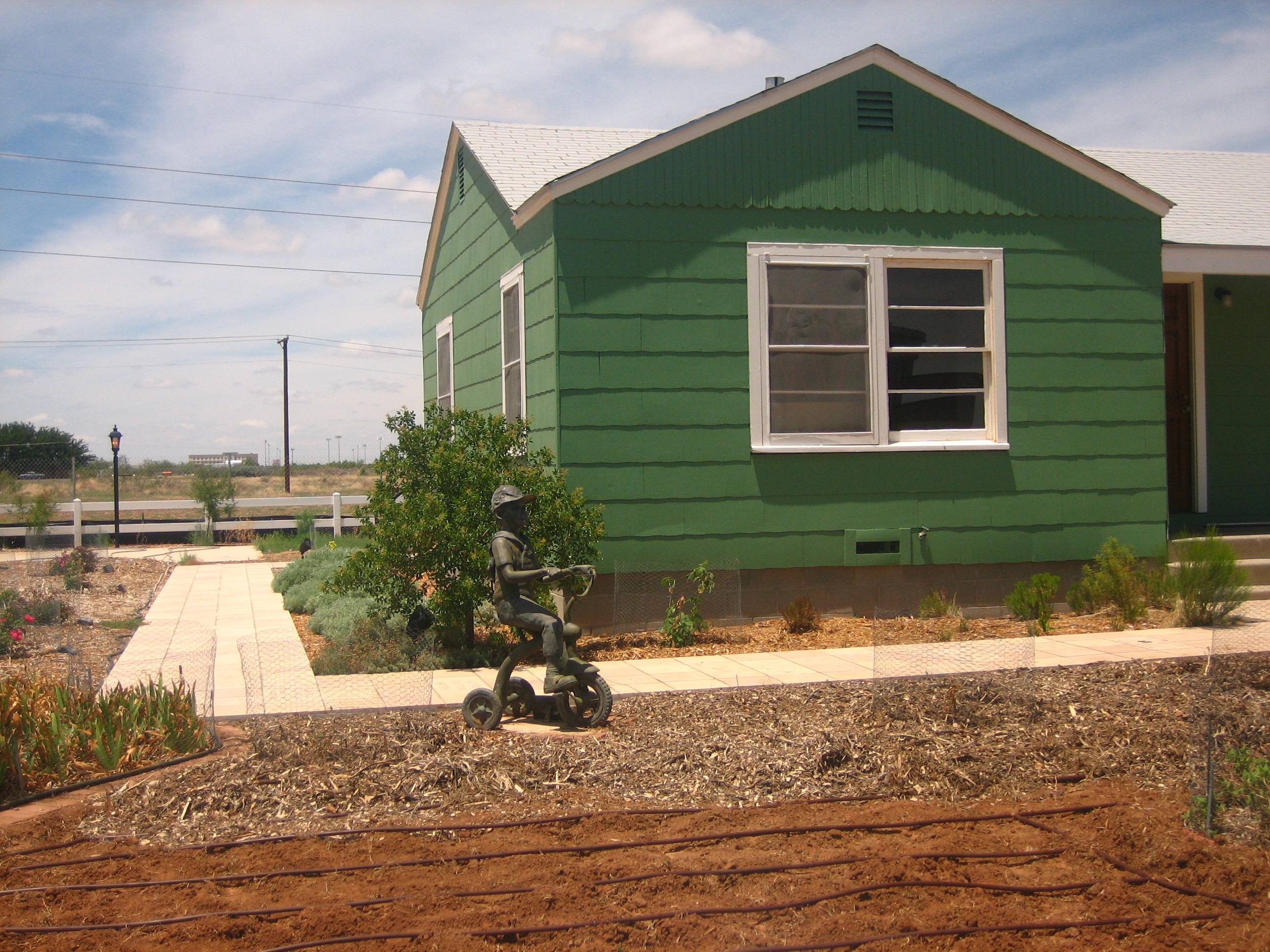
Het shotgun house van de familie Bush in Odessa

Bush is geboren in een politieke familie. Zijn vader Prescott Bush was bankier en senator van Connecticut van 1952 tot 1963. Zijn moeder, Dorothy Walker Bush, was de dochter van de rijke zakenman en bankier George Herbert Walker.
Bush volgde middelbaar onderwijs aan de Phillips Academy in Andover, Massachusetts, waar hij al vroeg aanvoerder werd van het plaatselijke honkbalteam.
In 1942, tijdens de Tweede Wereldoorlog sloot Bush zich aan bij Amerikaanse marine als piloot van een Grumman TBF Avenger torpedo jager op een vliegdekschip. Hij was op dat moment de jongste piloot ooit. Bush onderscheidde zich verschillende malen. Hij werd neergehaald door de Japanners tijdens een aanval op een radiostation in de Stille Oceaan. Nadat Bush uit het vliegtuig sprong, omdat het toestel hopeloos onbestuurbaar was geworden, raakte Bush met zijn hoofd de staart van de Grumman. Bush was bij de botsing niet bewusteloos geraakt en het lukte hem zijn parachute te openen. Na drie uur in de zee te hebben gedreven op een opblaasbaar vlot, werd Bush gered door de Amerikaanse onderzeeër USS Finback.
Na de oorlog ging hij handelswetenschappen studeren aan Yale, waar hij lid werd van de studentenvereniging Delta Kappa Epsilon en het geheime genootschap Skull and Bones. Op 6 januari 1945 trouwde hij met Barbara Pierce. Samen kregen ze zes kinderen, onder wie George W. en John (Jeb) Bush. In 1948 ging Bush in West-Texas aan de slag in de olie-industrie voor Dresser Industries. Grootaandeelhouder van Dresser was Brown Brothers Harriman & Co. waar Prescott Bush partner was en actief betrokken bij het bestuur van Dresser. De eerste opdracht die directeur Henry Neil Mallon hem gaf was voor de International Derrick and Equipment Company (Ideco) in Odessa. Hoewel afkomstig uit een gegoede familie, maakte Bush hier lange dagen met veel lichamelijke arbeid om zo ook deze kant van de industrie te leren kennen. In het eerste huis deelden ze de badkamer met twee prostituees, waarna de familie nog twee keer zou verhuizen in Odessa tot Bush in 1949 in Californië aan de slag kon. In Californië woonde de familie in Ventura, Bakersfield en Compton tot ze weer terugkeerden naar Texas en neerstreken in Midland. In 1950 begon Bush met James Overby de Bush-Overbey Oil Development Company. In 1953 voegden de gebroeders Liedtke zich bij hen in wat de Zapata Petroleum Corporation zou heten. Het jaar daarop werd de Zapata Off-Shore Company opgericht waar Bush tot 1966 president van was. Zo legde hij belangrijke contacten met de koninklijke familie van Saoedi-Arabië en de familie Bin Laden.

### Politieke carrière

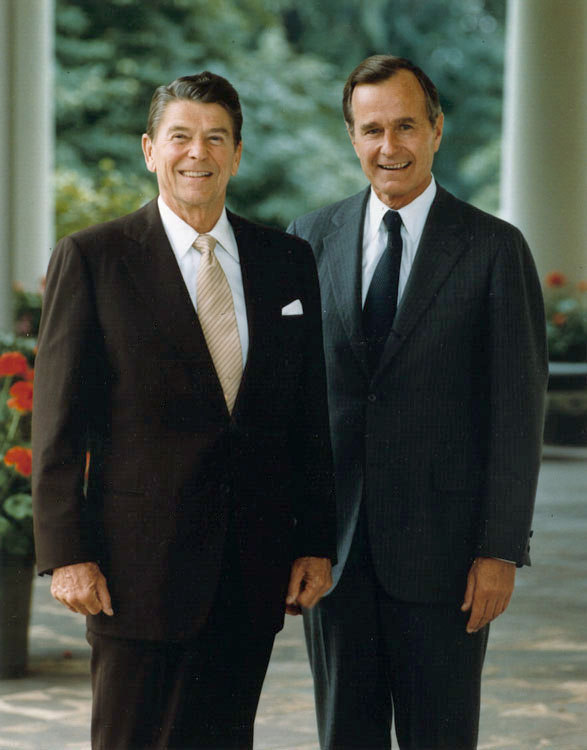
President Ronald Reagan en vicepresident Bush op 16 juli 1981.

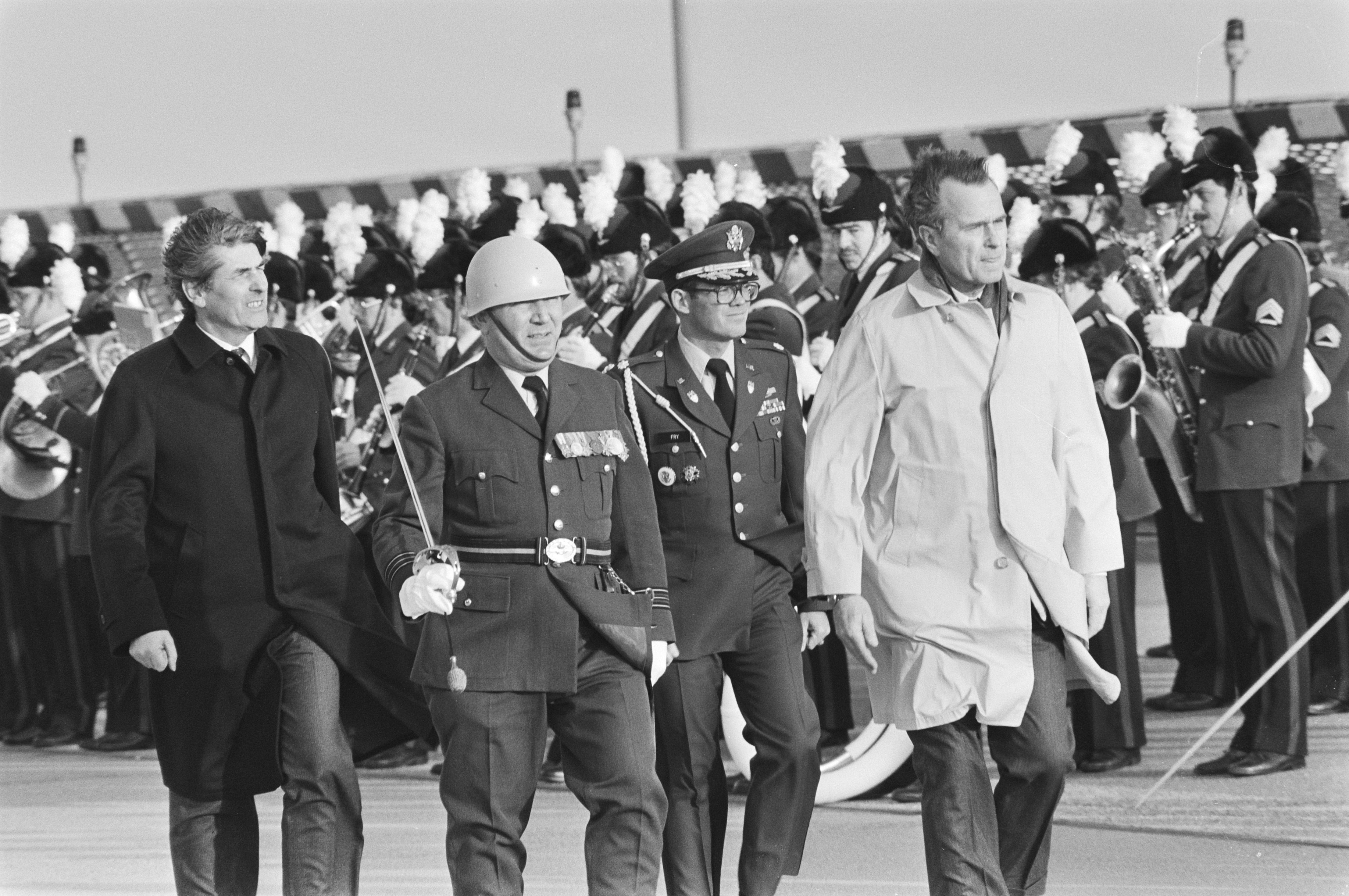
Minister-president Ruud Lubbers en vicepresident Bush op Schiphol op 1 februari 1983.

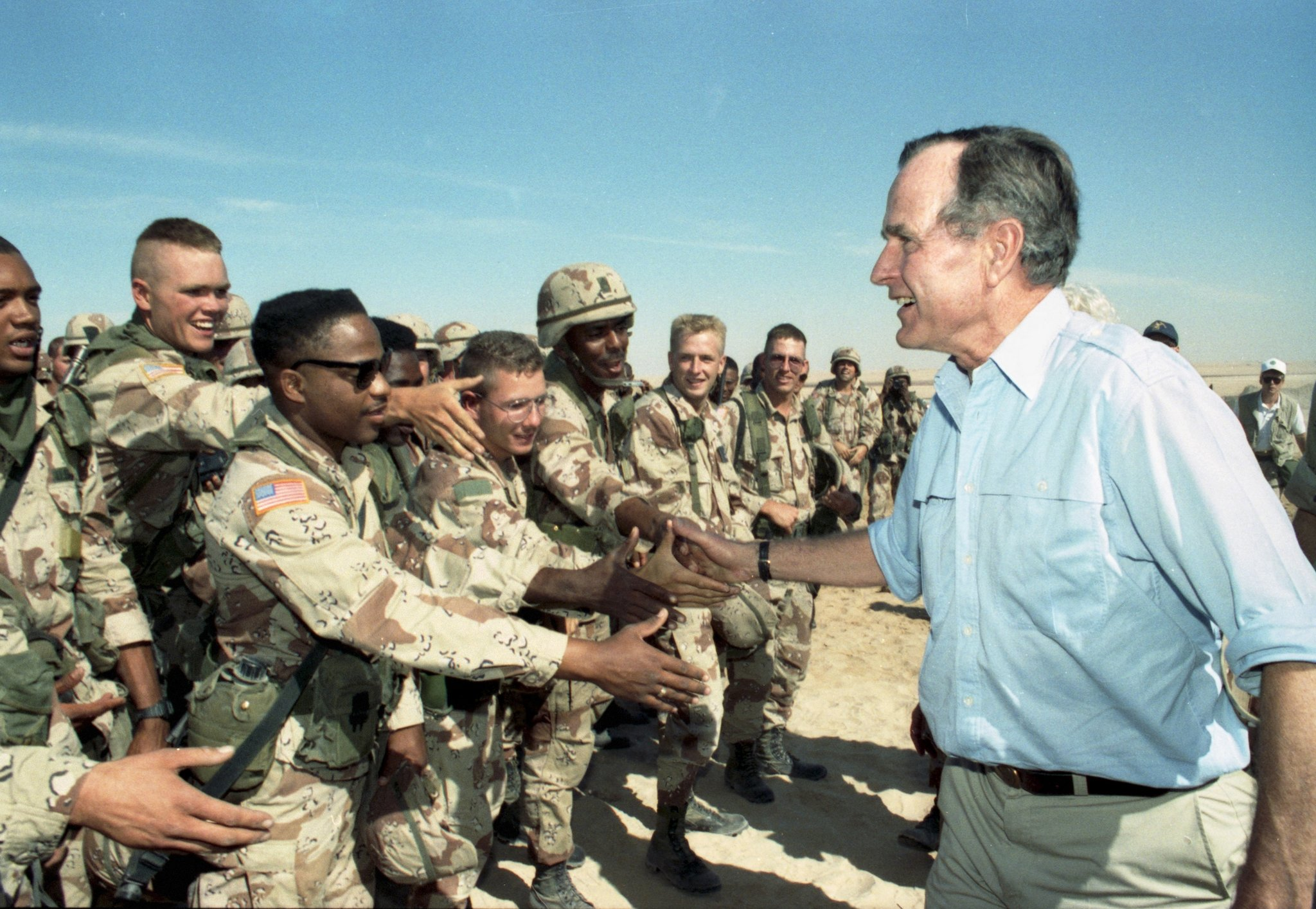
President Bush in Irak op 22 november 1990.

In 1964 stelde Bush zich namens Texas verkiesbaar voor de Amerikaanse senaat. Hij daagde hiermee de zittende Democratische senator Ralph Yarborough uit en richtte zijn campagne op diens steun aan de Civil Rights Act, die elke discriminatie tegen moest gaan. Deze wet was namelijk helemaal niet populair bij de Democraten, vooral niet in het zuiden van de VS, dat voornamelijk Democratisch stemde. Yarborough was daar een van de weinige voorstanders van de wet. Bush speelde hierop in, maar toch verloor hij.
In 1966 en 1968 had hij meer geluk en werd hij verkozen als afgevaardigde voor het 7e kiesdistrict van Texas in het Huis van Afgevaardigden. In 1970 werd hij door president Nixon aangespoord nogmaals te strijden voor een zetel in de senaat. Wederom verloor Bush, ditmaal van Lloyd Bentsen. In 1971 werd hij door Nixon benoemd tot ambassadeur bij de Verenigde Naties. Hij behield deze functie tot 1973. Ten tijde van het Watergateschandaal werd Bush door Nixon gevraagd voor het voorzitterschap van het Republican National Committee (partijbestuur). Na het aftreden van Nixon als president, benoemde zijn opvolger Gerald Ford Bush tot Amerikaanse ambassadeur in China, een functie die Bush bekleedde van 1974 tot 1975. Daarna werd Bush door president Ford voorgedragen als de nieuwe directeur van de CIA. Bush bekleedde deze functie van 1976 tot het presidentschap van Jimmy Carter in 1977.
In 1980 deed Bush voor het eerst een gooi naar het presidentschap tijdens de Amerikaanse presidentsverkiezingen van 1980. Hij verloor de Republikeinse voorverkiezingen van Ronald Reagan en werd diens running mate. Reagan verkoos hiervoor George Bush boven Gerald Ford. Samen met Reagan versloeg Bush zittend president Carter en diens vicepresident Walter Mondale en werd aldus vicepresident van de Verenigde Staten. Vier jaar later, tijdens de Amerikaanse presidentsverkiezingen van 1984, werd Reagan herkozen als president en won Bush een tweede termijn als vicepresident.
Na acht jaar als vicepresident deed Bush bij de presidentsverkiezingen van 1988 opnieuw een gooi naar het presidentschap. Met de steun van Reagan won Bush de Republikeinse voorverkiezingen met een ruime meerderheid. Hij zette dat succes voort tegen de Democratische kandidaat Michael Dukakis en won samen met running mate Dan Quayle de verkiezingen. Bush was de eerste zittende vicepresident die tot president werd verkozen sinds Martin Van Buren in 1836.

### Presidentschap
Als president probeerde Bush zich te verzoenen met de Democraten.
Zijn eerste ontmoeting met de Sovjet-Russische leider Michail Gorbatsjov, op een schip bij Malta in december 1989, werd gezien als een nieuwe start voor meer ontspannen betrekkingen tussen de Verenigde Staten en de Sovjet-Unie.
In augustus 1990 veroverde en bezette Irak onder leiding van Saddam Hoessein het buurland Koeweit. Bush organiseerde daarop samen met zijn minister van Buitenlandse Zaken James Baker en met rugdekking van de VN-Veiligheidsraad, een internationale coalitie, waartoe zelfs rivaliserende staten als Egypte en Syrië toetraden, die het land begin 1991 weer bevrijdde tijdens de korte Golfoorlog.
Nu hij met zijn “coalition of the willing” deze Golfoorlog had gewonnen, begreep hij dat een vredesconferentie voor het Midden-Oosten noodzakelijk was. Daar zette hij zich – op de top van zijn macht nu – voor in. De conferentie werd in Madrid gehouden. Israël zat met zijn Arabische vijanden voor het eerst rond de tafel. Een delegatie van (partijloze!) Palestijnen was ondergebracht bij de Jordaanse delegatie. (Uiteindelijk kwam het echter via geheim Israëlisch-Palestijns overleg in Oslo tot de Oslo-akkoorden, die vastliepen.)
Met betrekking tot het Israëlisch-Palestijns conflict bleek Bush concrete “tough love” (strenge liefde) naar beide zijden te kunnen tonen. Ook naar Israël dus. Israël had veel geld nodig om de talrijke Joden die de Sovjet-Unie mochten verlaten te kunnen opvangen. Bush stelde als voorwaarde voor goedkope Amerikaanse leningen dat Israël deze niet zou gebruiken voor de door de VS illegaal geachte door Israël in Palestijns gebied geplante/geplande nederzettingen. Vlak voor “Madrid” nu vroeg de Israëlische premier Yitzhak Shamir om een grote lening en hij werd woedend over de voorwaarde. Shamir meende vervolgens door middel van AIPAC de lening wel te zullen krijgen via het Amerikaans congres. Bush hield voet bij stuk en het Congres hield zich afzijdig en toen de lening in het voorjaar van 1992 werd verstrekt was dat met de clausule dat voor elke te garanderen leensom van een miljard dollar de VS 200 miljoen in mindering zou brengen naar rato van door Israël geplande illegale nederzettingenbouw.
Het enorme begrotingstekort trachtte Bush met forse bezuinigingsmaatregelen te beperken.
Bush was de eerste zittende Amerikaanse president die Nederland bezocht.

### Presidentsverkiezingen van 1992
Bij de presidentsverkiezingen van 1992 stelde Bush zich kandidaat voor een tweede ambtstermijn. Hij nam het daarbij op tegen zijn Democratische uitdager Bill Clinton en diens running mate Al Gore. Circa een jaar voor de verkiezingen leek Bush' succes in de Golfoorlog ervoor te zorgen dat hij de verkiezingen gemakkelijk zou winnen, maar door de slechte economie verminderde zijn populariteit. Ondanks zijn belofte om geen nieuwe belastingen in te voeren (Read my lips: no new taxes), werden er toch nieuwe belastingen geheven. Hij verloor de verkiezingen van 1992 met een duidelijk verschil van 168 tegen 370 kiesmannen.

### Latere leven
Bush verliet het openbare leven, maar bleef actief als voormalig president. Zo was hij de enige voormalige president die gebruikmaakte van zijn recht om CIA-rapporten te ontvangen na afloop van zijn presidentschap.
Zijn zonen zetten de politieke traditie voort: George W. Bush was vanaf 1995 de 46e gouverneur van Texas tot hij in 2000 werd gekozen als de 43e president van de Verenigde Staten, een functie die hij vervulde van 2001 tot 2009. Jeb Bush was van 1999 tot 2007 de 43e gouverneur van Florida en deed een (mislukte) gooi naar het kandidaatschap voor de Amerikaanse presidentsverkiezingen van 2016.
In april 1993 werd door de Koeweitse autoriteiten een Iraakse poging om Bush te vermoorden middels een aantal autobommen verijdeld. Bij de aanval zou de Iraakse Veiligheidsdienst (Jihaz Al-Mukhabarat Al-A'ma) betrokken zijn geweest. De aanslag, waarvoor 17 mensen werden opgepakt, werd twee maanden later door president Clinton beantwoord door het afvuren van 23 kruisraketten op het hoofdkwartier van de Mukhabarat. Zoon George W. Bush noemde - in de aanloop naar de Irakoorlog - dit voorval in een campagnetoespraak in september 2002 als een persoonlijke motivatie waarom de Verenigde Staten Saddam Hoessein zouden moeten afzetten met de woorden After all, this is the guy who tried to kill my dad.
Op 15 februari 2011 kreeg George H.W. Bush van president Barack Obama de Presidential Medal of Freedom uitgereikt.
In 2014 vierde hij zijn 90e verjaardag met een parachutesprong. Aan het einde van dat jaar werd hij opgenomen in een ziekenhuis in Houston in verband met kortademigheid. In juli 2015 brak de 91-jarige Bush een nekwervel bij een val. In januari 2017 lag hij weer met ademhalingsproblemen als gevolg van een longontsteking in een ziekenhuis.
In het in 2017 gepubliceerde boek The Last Republicans van Mark K. Updegrove verklaarde Bush bij de Amerikaanse presidentsverkiezingen 2016 niet op Donald Trump, maar op diens Democratische tegenkandidaat Hillary Clinton gestemd te hebben. Over Trump zei hij: 'Ik mag hem niet. Ik ken hem niet, maar ik weet dat hij een patser is.' Na diens verkiezingsoverwinning zond Bush gelukwensen aan Donald Trump.
Vanaf oktober 2017 kwam Bush in opspraak omdat diverse vrouwen hem ervan beschuldigden dat hij hen onzedelijk betast zou hebben, voornamelijk bij fotomomenten. Zijn woordvoerder reageerde hierop en verklaarde dat dit enerzijds te verklaren was doordat Bush al jaren aan een rolstoel gekluisterd is en zijn armen daardoor ter hoogte van de heupen reiken, maar dat Bush zich anderzijds verontschuldigde als hij iemand zou hebben geschoffeerd.
Zijn echtgenote Barbara Bush overleed op 17 april 2018.
Bush leed aan vasculair parkinsonisme, een vorm van de ziekte van Parkinson die hem had gedwongen om een scooter of gemotoriseerde rolstoel te gebruiken sinds ten minste 2012. Bush stierf op 30 november 2018, op de leeftijd van 94 jaar, in zijn huis in Houston.

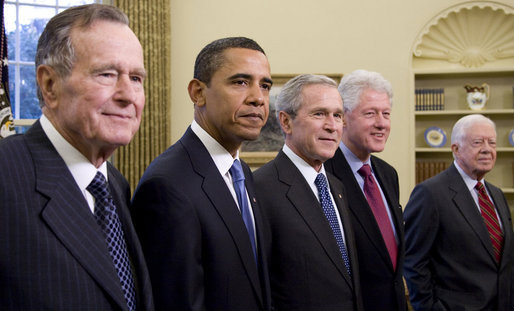
Bush (uiterst links), Barack Obama, George W. Bush, Bill Clinton en Jimmy Carter in de Oval Office op 7 januari 2009.

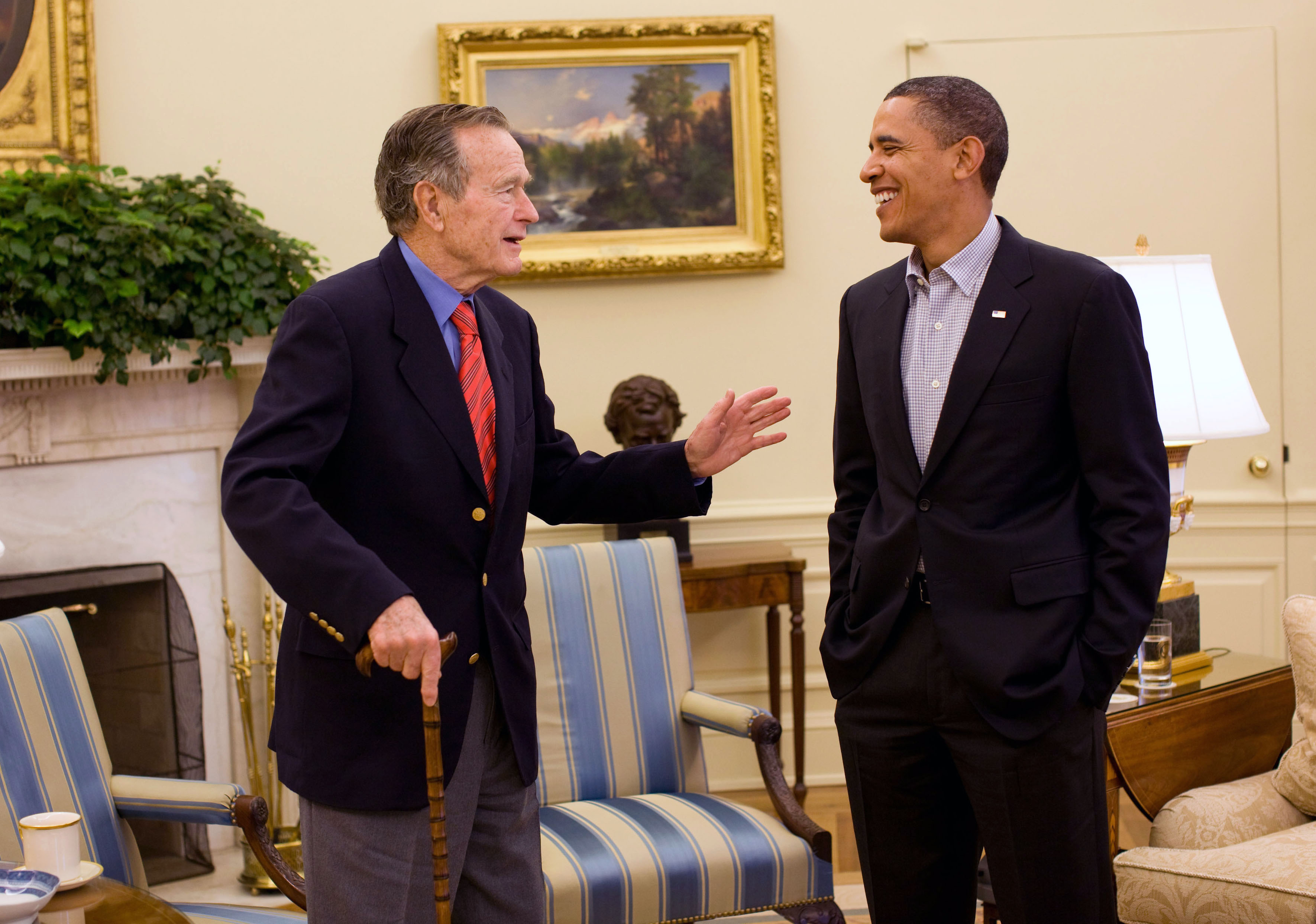
Bush en president Barack Obama in de Oval Office op 30 januari 2010.